# Кавацана-Санта Луча (Ровиго)
Кавацана-Санта Луча је насеље у Италији у округу Ровиго, региону Венето.
Према процени из 2011. у насељу је живело 65 становника. Насеље се налази на надморској висини од 4 м.